# Ryōgo Narita
Ryōgo Narita (成田 良悟?, Narita Ryōgo; 30 maggio 1980) è uno scrittore giapponese.
Ha vinto il Gold Prize al nono Premio Dengeki Novel per Baccano!, che è stato adattato in un anime nel 2007. Anche la sua serie di romanzi Durarara!! è stata trasposta in animazione, a partire dal gennaio 2010.

## Opere
- Fate/Strange Fake (フェイト/ストレンジフェイク?)
- Dead Mount Death Play (デッドマウント・デスプレイ?)

### SerieBaccano!
- Baccano! The Rolling Bootlegs (バッカーノ！The Rolling Bootlegs?) ISBN 4840222789
- Baccano! 1931 Donkouhen The Grand Punk Railroad (バッカーノ！1931 鈍行編 The Grand Punk Railroad?) ISBN 4840224366
- Baccano! 1931 Tokkyuuhen The Grand Punk Railroad (バッカーノ！1931 特急編 The Grand Punk Railroad?) ISBN 4840224595
- Baccano! 1932 Drug & The Dominos (バッカーノ！1932 Drug The Dominos?) ISBN 4840224943
- Baccano! 2001 The Children Of Bottle (バッカーノ！2001 The Children Of Bottle?) ISBN 4840226091
- Baccano! 1933 (Part 1) THE SLASH ~Kumori nochi ame~ (バッカーノ！1933＜上＞ THE SLASH ～クモリノチアメ～?) ISBN 484022787X
- Baccano! 1933 (Part 2) THE SLASH ~Chi no ame wa, hare~ (バッカーノ！1933＜下＞ THE SLASH ～チノアメハ、ハレ～?) ISBN 4840228507
- Baccano! 1934 Gokuchuuhen Alice in jails (バッカーノ！1934 獄中編 Alice In Jails?) ISBN 4840235856
- Baccano! 1934 Shabahen Alice in jails (バッカーノ！1934 娑婆編 Alice In Jails?) ISBN 4840236364
- Baccano! 1934 Finale Peter Pan in Chains (バッカーノ！1934 完結編 Peter Pan In Chains?) ISBN 9784840238052
- Baccano! 1705 The Ironic Light Orchestra (バッカーノ！1705 The Ironic Light Orchestra?) ISBN 9784840239103
- Baccano! 2002 A Side - Bullet Garden (バッカーノ！2002【A side】Bullet Garden?) ISBN 9784840240277
- Baccano! 2002 B Side - Blood Sabbath (バッカーノ！2002【B side】blood sabbath?) ISBN 9784840240697
- Baccano! 1931 Rinjikyuukouhen Another Junk Railroad (バッカーノ！1931 臨時急行編 ― Another Junk Railroad?) ISBN 9784048674621
- Baccano! 1710 Crack Flag (バッカーノ！1710 Crack Flag?) ISBN 978-4-04-868459-0

### SerieVamp!
- Vamp! (ヴぁんぷ！?) ISBN 4840226881
- Vamp! II (ヴぁんぷ！ II?) ISBN 4840230609
- Vamp! III (ヴぁんぷ！ III?) ISBN 4840231281
- Vamp! IV (ヴぁんぷ！IV?) ISBN 4048671731
- Vamp! V (ヴぁんぷ！V?) ISBN 4048689282

### SerieDurarara!!
- Durarara!! (デュラララ!!?) ISBN 4840226466
- Durarara!!×2 (デュラララ!!×2?) ISBN 4840230005
- Durarara!!×3 (デュラララ!!×3?) ISBN 4840235163
- Durarara!!×4 (デュラララ!!×4?) ISBN 9784840241861
- Durarara!!×5 (デュラララ!!×5?) ISBN 9784048675956
- Durarara!!×6 (デュラララ!!×6?) ISBN 9784048679053
- Durarara!!×7 (デュラララ!!×7?) ISBN 9784048682763
- Durarara!!×8 (デュラララ!!×8?) ISBN 9784048685993
- Durarara!!×9 (デュラララ!!×9?) ISBN 9784048702744

### SerieEtsusa Ōhashi
- Bow Wow! Two Dog Night (バウワウ！ Two Dog Night?) ISBN 4840225494
- Mew Mew! Crazy Cat's Night (Mew Mew! Crazy Cat's Night?) ISBN 4840227306
- Garuguru! Dancing Beast Night<Part 1> (がるぐる！ <上> Dancing Beast Night?) ISBN 4840232334
- Garuguru! Dancing Beast Night<Part 2> (がるぐる！ <下> Dancing Beast Night?) ISBN 4840234310

### SerieEtsusa Ōhashi Gaiden
- 5656! Knights' Strange Night (?) ISBN 4048673467

### SerieHariyama-san
- Sekai no Chushin, Hariyama-san (世界の中心､針山さん?) ISBN 9784840231770
- Sekai no Chushin, Hariyama-san 2 (世界の中心、針山さん(2)?) ISBN 9784840237246
- Sekai no Chushin, Hariyama-san 3 (世界の中心、針山さん(3)?) ISBN 9784048680745